# Anna Haava

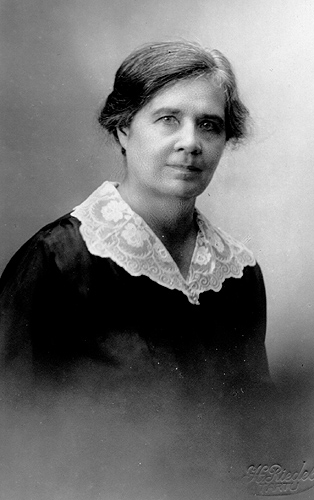
Anna Haava (Photographie aus den 1920er Jahren)

Anna Haava (* 3. Oktoberjul. / 15. Oktober 1864greg. in Kodavere, heute Landgemeinde Pala, Estland; † 13. März 1957 in Tartu) war eine estnische Lyrikerin und Übersetzerin.

## Leben
Anna Haava wurde als Anna Rosalie Haavakivi in die Familie eines estnischen Landwirts geboren. Die Familie legte viel Wert auf die Bildung der Töchter. Anna Haava erhielt zunächst Unterricht auf dem Gutshof Pataste mõis, dann in einer deutschsprachigen Privatschule in Saare-Vanamõisa und ab 1878 in der Hoffmann’schen Privatschule in Tartu. Von 1880 bis 1884 besuchte sie die höhere Mädchenschule in Tartu und erwarb sich einen Abschluss als Hauslehrerin.
In die Jahre 1892 bis 1894 fielen Kuraufenthalte in verschiedenen Heileinrichtungen in Deutschland, später arbeitete sie in einer Diakonissenanstalt in Fürstenwalde bei Berlin. Danach war sie von 1894 bis 1899 als Hauslehrerin und Krankenpflegerin in Russland tätig, unter anderem in Sankt Petersburg und Nowgorod. Die Einsamkeit im Ausland sowie der Tod ihrer Mutter 1898 und ihrer Schwester Liisa einige Jahre zuvor hinterließen große Spuren in ihrer Psyche.
Um die Jahrhundertwende zog Anna Haava als Haushälterin auf den Hof ihres Bruders ins livländische Haavakivi (deutsch Blutigenstein). Später war sie Redakteurin der Zeitung Postimees und ab 1906 als freiberufliche Schriftstellerin und Übersetzerin tätig. 1909 zog sie endgültig ins livländische Tartu um, wo sie bis zu ihrem Tod weitgehend zurückgezogen lebte. Sie starb hochbetagt als eine der angesehensten Lyrikerinnen der estnischen Literatur und liegt auf dem Raadi-Friedhof von Tartu begraben.

## Werk
Anna Haava debütierte als Lyrikerin 1886. Zwischen 1888 und 1897 erschien ihre Lyrik unter dem Titel Luuletused („Gedichte“) in drei Bänden. Die beiden Gedichtbände Lained (1906) und Ristlainetes (1910) folgten. In der Gedichtsammlung Põhjamaa lapsed (1913) veröffentlichte sie vor allem Liebeslyrik von bislang ungekannter Authentizität und Intensität. 1920 erschien Meie päevist, in dem Haava auch gesellschaftskritische Töne ansprach. 1924 erschien die Gedichtanthologie Anna Haava luuletuskogu. Es folgten Siiski on elu ilus (1930), Laulan oma eesti laulu (1935) und Järelpõiming (1936). Ihre Gedichte wurden vielfach von estnischen Komponisten vertont.
Daneben veröffentlichte Anna Haava auch Prosa. Ihre gesammelten Aphorismen erschienen 1911 unter der Überschrift Peotäis tõtt (1900). Im Milieu ihrer Kindheit spielt Väikesed pildid Eestist (1911). Erst 2006 wurde mit Mälestusi Laanekivi Manni lapsepõlvest ihre Autobiographie postum im Druck veröffentlicht.
Anna Haava übersetzte zahlreiche Klassiker ins Estnische, unter anderem William Shakespeare, Franz Grillparzer, Hugo von Hofmannsthal, Johann Wolfgang von Goethe, Friedrich Schiller, Hans Christian Andersens Märchen, russische Literatur sowie Stücke der griechischen Mythologie.

## Deutsche Übersetzungen
Von Anna Haava ist kein eigenständiges Buch auf Deutsch erschienen, aber in Zeitungen und Anthologien sind rund 25 Gedichte von ihr ins Deutsche übertragen publiziert worden. Manche besonders populäre Gedichte sind auch mehrfach, und in verschiedenen Übersetzungen und Übertragungen, veröffentlicht worden. Hierzu gehört Anna Haavas berühmtestes und vielfach vertontes Gedicht Ei saa mitte vaiki olla (1890), das in einer recht freien Übertragung von Martha Dehn-Grubbe folgendermaßen lautet:
Nein, mein Lieb, ich kann nicht schweigen

unterdrücken Lied und Schmerz. –

Schweigen wäre falsch gehandelt,

denn es bräche mir das Herz.

Nur ganz leise will ich singen,

leis ertön‘ der Zither Klang,

damit du, mein Allerbester,

nicht gestört wirst durch den Sang.

Wenn der Sturmwind meine Lieder

aber dennoch zu dir trieb,

wärst du selber nur zu schelten:

warum bist du mir so lieb!